# スフィンゴ脂質

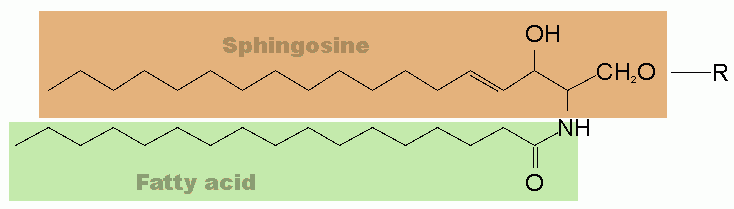
スフィンゴ脂質の構造。R部分の違いにより スフィンゴ糖脂質とスフィンゴ燐脂質とに分類される。

スフィンゴ脂質（スフィンゴししつ、sphingolipid）とは、長鎖塩基成分としてスフィンゴイド類を含む複合脂質の総称である。すなわち、スフィンゴイドに脂肪酸がアミド結合したセラミド（図中のR以外の部分）を共通構造とし、それに（図中R部分に）糖がグリコシド結合したスフィンゴ糖脂質とリン酸および塩基が結合したスフィンゴリン脂質とに分類される。
他の複合脂質にはスフィンゴイドの代わりにグリセロールを含むものが知られており、それらはグリセロ脂質と呼ばれ複合脂質を大きく二つに分類づけている。
スフィンゴ脂質の分布はもっぱら動物界であり、植物界・酵母には少数存在するのみである。動物界ではスフィンゴイドとしてスフィンゴシンを含む場合が多いが、植物界ではフィトスフィンゴシンを含むものが代表的である。つまり量の差はあれ両者とも相互の生物界に分布している。
スフィンゴ脂質の代表としてはスフィンゴミエリン（sphingomyelin）が知られており、スフィンゴシンの第一級アルコール基がリン酸とエステル結合し、リン酸はついで、別のアミノアルコールであるコリンとエステル結合している。そして第二級アルコール、ここではコリンもまたリン酸とエステル結合している。スフィンゴミエリンは両親媒性分子であり、神経系の細胞膜に存在する。
スフィンゴ脂質は1870年代に脳抽出物から発見され、それらの謎めいた性質から神話のスフィンクスより名付けられた（諸説あり）。

## 存在

### 食品
| 品目       | 量 (µmol/Kg) | 量 (µmol/Kg) | 備考 |
| ---------- | ------------ | ------------ | ---- |
| 大豆       | 2571         | 2410         |      |
| 卵         | 2250         | 2250         |      |
| バター     | 1170         | 460          |      |
| クリーム   | 907          | 1692         |      |
| サツマイモ | 669          | 669          |      |
| 鶏肉       | 589          | 530          |      |
| チーズ     | 567          | 1326         |      |

なお、スフィンゴ脂質の消化吸収は他の脂質と比較すると吸収率が低い。とりわけ、スフィンゴ糖脂質はとても低くほとんど吸収されない。